# Квінсі Джонс
Квінсі Ділайт Джонс (англ. Quincy Delight Jones; 14 березня 1933, Чикаго — 3 листопада 2024, Лос-Анджелес) — американський композитор, аранжувальник і музичний продюсер. Лауреат понад 25 премій «Греммі» (70 номінацій).
Почав грати у джаз-клубах у 10-річному віці. У 18 років вступив до Бостонської музичної школи (нині — Berklee School of Music). Покинув навчання й вирушив гастролювати з оркестром Лайонела Хемптона. 1956 року був музичним директором групи Діззі Гіллеспі. В 1960-х аранжував для Пеггі Лі, Френка Сінатри, Сари Воен, Елли Фіцджеральд, співпрацював із Майклом Джексоном. Відіграв немаловажну роль у пошуках Джорджом Бенсоном свого стилю; став продюсером відомої пісні цього музиканта — «Give Me the Night».
Продюсер альбомів Майкла Джексона «Off The Wall» (обсяг продаж — 20 мільйонів копій), «Thriller» (51 мільйон копій, найбільш продаваний альбом в історії музики) і «Bad» (30 мільйонів копій).
Автор музики до 50 фільмів («Маккенове золото», «Нові центуріони», «Остін Паверс», «Убити Білла»).
Помер у США у віці 91 року.